# Liga Continental de Hóquei de 2009–10
A Liga Continental de Hockey de 2009–10 foi a segunda edição da liga euro-asiática de hóquei no gelo. A edição foi iniciada em setembro de 2009 e com término em abril de 2010. O Salavat Yulaev Ufa foi o campeão da Copa Continental e o Ak Bars Kazan da Copa Gagarin.